# 波加尼圣彼得
波加尼圣彼得（匈牙利語：Pogányszentpéter）是匈牙利绍莫吉州所辖的一个村。总面积13.15平方公里，总人口492，人口密度37.4人/平方公里（2011年1月1日）。